# Олимпијски стадион у Амстердаму
Олимпијски стадион у Амстердаму (хол. Olympisch Stadion) је стадион изграђен као главни стадион за Летње олимпијске игре 1928. у Амстердаму, Холандија. Када је изграђен, стадион је имао капацитет за 31.600 гледалаца. Након завршетка изградње ривалског Де Кајп стадиона у Ротердаму 1937, власти у Амстердаму су одлучиле да повећају капацитет Олимпијског стадиона на 64.000 додавањем другог прстена на стадион, а други прстен је ипак уклоњен током реновације 1996. ФК Ајакс је користио Олимпијски стадион за међународне утакмице до 1996, када је завршена Амстердам арена.
Стадион је такође био домаћин и неколико важних мечева, финала Европског купа 1962. и финала Купа победника купова 1977.
Од 2005. стадион је дом спортском музеју, Олимпијски доживљај Амстердам. Више се не користи као фудбалски стадион.

## Архитектура и дизајн
Олимпијски стадион је дизајнирао архитекта Јан Вилс, и један од најбољих примера Амстердамске школе архитектуре, допуњујући тај део града који је дизајнирао Хендрик Петрус Берлаге. Дизајн је освојио златну медаљу на архитектонском такмичењу на Олимпијским играма 1928. Бетонски други прстен који је додат 1937. на јужну и северну трибину је такође дизајнирао Вилс.

### Историја развоја
Првобитни план Јана Вилса се састојао од проширења Хари Елте стадиона, који се налазио поред тренутног Олимпијског стадиона. Овај план је одбијен јер су општинске власти Амстердама планирале значајан урбани развојни програм у тој области и хтели су да сруше тај стадион у најкраћем могућем року. Други план је био готово у потпуности извршен, а састојао се од изградње новог Олимпијског стадиона који је био смештен више ка западу. У јануару 1926, општинске власти Амстердама, национални олимпијски комитет и NV Nederlandsch Sportpark (власник Хари Елте стадиона) постигли су договор; после Олимпијских игара 1928. Хари Елте стадион ће бити срушен, а NV Nederlandsch Sportpark ће постати власник Олимпијског стадиона. Са почетком у јануару 1926, терен на којем је стадион требало да буде изграђен је повишен путем 750.000 кубних метара песка. Ова фаза је завршена у октобру те године и у истом месецу почела је изградња стубова темеља. 18. маја 1927. свечани први камен је ставио Принц Хенри. Око два милиона камења је следило.

### Карактеристике
Мере фудбалског терена су 114 са 75 метара. Атлетска стаза око њега је широка 8 метара и има обим од 400 метара. Бициклистичка стаза око атлетске је била 9 метара широка и имала обим од 500 метара. Такође је био домаћин коњичког прескакања, хокеја на трави и гимнастике током Олимпијских игара 1928.
Капацитет стадиона је био предмет контроверзи јер је тачан капацитет током игара био чувана тајна за штампу и јавност да би се избегла критика да је капацитет стадиона био само незнатно већи од Хари Елте стадиона. Било је речено да би две конфигурације могле бити постављене на стадиону; једна са 21.537 седећих и 12.618 стајаћих места (33.255 укупно) и друго са 16.197 седећих и 25.236 стајаћих места (41.433 укупно). Након завршетка Олимпијских игара Национални олимпијски комитет је признао да је капацитет стадиона био негде близу 31.600. Додатна седишта се могу додати на бициклистичку стазу, што би повећало капацитет за 5.900.
На Олимпијским играма 1928. је уведена идеја Олимпијског пламена. Пламен је по први пут горео у високом торњу, познатом као Маратонски торањ, поред Олимпијског стадиона. На врху Маратонског торња налазе се четири балкона које су током игара користили дувачи рогова. Изнад ових балкона била су постављена четири Филипс звучника, који су слали резултате и поруке Олимпијској области, новина у то време. Чинија на врху која је носила олимпијски пламен која је локалном становништву била позната као „пепељара КЛМ пилота“. 1928. је такође било први пут да олимпијски пламен гори током целих игара.

### Реновирање пошто је спашен од рушења
1980. године градска власт објавила је планове о рушењу стадиона. Међутим стадион је ипак сачуван, пошто је проглашен националним спомеником. Реновирање је почело 1996, а стадион је обновљен у оригинално издање из 1928. Други прстен постављен 1937. је уклоњен, а стадион је поново био погодан за атлетска такмичења. Оригинална бициклистичка стаза је такође уклоњена да омогући коришћење простора испод трибина. Реновирани стадион је отворио Принц Виљем Александар 13. маја 2000.
У 2007. област око стадиона је реновирана као део већег урбаног пројекта обнове који је обухватао целу олимпијску област. Северно од стадиона 2008. су завршене 969 кућа. Исте године, острва на реци Шинкел западно од стадиона су направљена погодна за тениске и фудбалске терене, атлетску стазу и парк. Stadionplein трг испред стадиона такође треба да се реновира, а то је требало да почне 2010.
Два нова моста су такође изграђена око стадиона: на југу је нови мосто погодан за сав саобраћај, Na Druk Gelukbrug, а ка Шинкел острвима на западу постоји бициклистички и пешаки мост, који се зове Jan Wilsbrug.

## Употреба након Олимпијских игара
Стадион је био домаћин неколико међународних утакмица фудбалске репрезентације Холандије, а прва је била током Олимпијских игара 30. маја 1928. против Уругваја (0:2). Последња утакмица репрезентације на овом стадиону је била пријатељска одиграна 6. септембра 1989. са Данском (0:2).
После Олимпијских игара, стадион је био редовно коришћен за разне спортске догађаје, укључујући атлетику, спидвеј, хокеј на трави и бициклизам. Прва етапа Тур де Франса 1954, на пример, је кренула испред стадиона. Међутим, фудбал је био тај који је остао најпопуларнији. Био је домаћи терен Блау Вита и БВК Амстердам (касније се спојио са ФК Амстердам), док је Ајакс користио стадион само за утакмице у којима се очекивало да посета премаши капацитет његовог Де Мер стадиона, или за утакмице које су захтевале коришћење рефлектора, које Де Мер није у почетку имао. Ајакс је наставио овај аранжман до завршетка Амстердам арене 1996.
Стадион је био домаћин два велика финала: 2. маја 1962. је на Олимпијском стадиону играно финале Европског купа, када је Бенфика са 5:3 победила Реал Мадрид. Док је 11. маја 1977. играно финале Купа победника купова, када је Хамбургер са 2:0 победио Андерлехт.
Општина Амстердам и Краљевска Холандска атлетска унија разматрају о пријави за организацију Европског првенства у атлетици на отвореном 2016. Стадион такође служи као почетак и завршетак Амстердамског маратона, који се одржава сваког октобра.
Стадион је такође туристичка атракција. Туристи посебно долазе, поред саме Холандије, из Немачке, Грчке, Белгије и Канаде, па су зато и доступне туре на холандском, немачком, грчком, енглеском и француском.
Рок група Pixies је 1990. на терену стадиона снимили видео за своју песму Allison.